# Lažno oglašavanje
Lažno oglašavanje predstavlja upotrebu obmanjujućih, lažnih ili neproverenih informacija u svrhu reklamiranja proizvoda potrošačima. Jedan od oblika lažnog oglašavanja jesu tvrdnje da je proizvod koristan po zdravlje ili da sadrži sastojke kao što su vitamini i minerali, koje u stvari ne sadrži. Vlade mnogih država uvode posebne regulative kako bi kontrolisale lažno oglašavanje. Lažni oglas se definiše kao obmanjujuć ukoliko oglašivač namerno obmanjuje potrošača, za razliku od slučaja kada je napravljena nenamerna greška.

### Vrste obmana

#### Retuširanje fotografija
Često se koristi u kozmetici i reklamama za mršavljanje. Ovakve reklame daju lažnu predstavu o stvarnim dometima proizvoda. Ukoliko se retuširanje ne primeti, kompanije koje se njime koriste su često u prednosti u odnosu na konkurenciju jer je njihov proizvod naizgled delotvorniji.
Oglašivači proizvoda za mršavljenje često angažuju sportiste koji se oporavljaju od povreda i njhov napredak koriste za prikazivanje „pre i posle” efekata.

#### Izostavljanje informacija
Reklama može da ima manjak važnih i potrebnih informacija. Tvrdnje takvih reklama mogu biti tehnički tačne ali informacije koje pružaju nisu relevantne. Tako na primer TV reklame za lekove mogu da ispune regulacioni zahtev da navedu neželjene efekte ali ih oni navedu malim slovima na kraju reklame i brzo izgovore. Ovi slučajevi su veoma česti u Srbiji ali i širom sveta.

#### Skriveni troškovi i doplate
Skriveni troškovi jesu način na koji kompanije mogu da izigraju neobazrive potrošače i navedu ih na dodatno plaćanje (troškovi dostave, porez, osiguranje i slično) povećavši tako dobit bez promene navedene cene proizvoda.
Čest primer skrivenih troškova jesu doplate koje su upisane malim slovima. Još jedan način jeste izostavljanje navođenja troškova dostave prilikom internet prodaje.  Mnogi hoteli naplaćuju turističke takse iako ih ne navode u reklamnim cenama.

#### Manipulisanje standardnim jedinicama merenja
Manipulacija jedinicama merenja može se opisati kao način na koji prodavci izigravaju kupce tako što ih informišu netačnim ili jedinicama merenja koje nisu u širokoj upotrebi što stvara zabunu.

#### Popunjivači i velika pakovanja
Neki proizvodi prodaju se uz popunjivače koji povećavaju težinu prozivoda nečim što proizvođača košta mnogo manje u odnosu na ono što kupac misli da kupuje. Čest primer ovoga je hrana u koju se često ubrizgava buljon ili slana voda (do 15%). Postoje i popunjivači koji imaju visoku koncentraciju karbonhidrata i nisku hranljivu vrednost kao što su povezivači žitarica koji sadrže brašno i jaja.
Neki proizvodi imaju velika pakovanja, gde je veliki deo prostora prazan, što kupca navodi da misli da je količina hrane koju dobija veća nego što zapravo jeste.

#### Obmanjujuće zdravstvene tvrdnje
Reči kao što su „dijetalno, nisko-masno, bez šećera, zdravo i dobro za vas” su termini koji se viđaju svakodnevno  u reklamiranju prehrambenih proizvoda i koji asociraju na prozivode koji bi trebalo da nas izvedu na zdrav životni stil. Oglašivači su svesni želje potrošača za što dužim i zdravijim životom pa tako prilagođavaju svoj proizvod ovome.  Reklame hrane naročito utiču na izbor i navike potrošača pa zbog toga naglašavanje određenih sastojaka često može potrošače da navede na mišljenje da kupuju zdravu hranu, a koja zapravo to nije.
Mnoge velike prehrambene industrije su imale zakonske probleme nakon što su se koristili obmanjivačkim taktikama kao što su:
- Naglašavanje jednog zdravog sastojka velikim slovima na prednjoj strani pakovanja.[13]
- Korišćenje reči kao što su zdravo i prirodno a koje su kontradikcija tvrdnjama koje slede. To su uobičajene reči kojima potrošači mogu prevideti pravo značenje.[14]
- Korišćenje reči pomoć na pakovanju, što kupce pogrešno navodi na mišljenje da će im taj proizvod zapravo pomoći.[13][15]
- Upotreba kvačica iznad nutritivnih oznaka i upotreba velikog i boldovanog fonta.[13]

Ovo nisu jedini slučajevi ovog tipa. Sve je veći broj velikih kompanija koje završavaju na sudovima zbog lažnih tvrdnji da su njihovi proizvodi „potpuno prirodni” i „odobreni u školskim kantinama” implicirajući da koriste isključivo prirodne i zdrave sastojke, što često nije slučaj.

### Naduvavanje
Predstavlja čin preuveličavanja vrednosti proizvoda korišćenjem besmislenih neosnovanih izraza, zasnovanih na mišljenju, a ne na činjenici. Ovi primeri uključuju mnoge superlative i izjave kao što su „najveći svih vremena“, „najbolje u gradu“ i „van ovog sveta“ ili restoran koji tvrdi da ima „najbolju svetsku hranu“
Obično, „naduvavanje“ nije ilegalan oblik lažnog oglašavanja i može se posmatrati kao duhovit način da se ugrabi i privuče pažnja. „Naduvavanje“ se može koristiti i kao odbrana od optužbi za lažno oglašavanje kada je formatirano kao mišljenje a ne kao činjenica.
Međutim, može se koristiti i kao odbrana za lažno ili obmanjujuće oglašavanje. Na primer, tvrdnje poput „Vrhunski Kvalitet“ mogu imati regulatorne i pravne posledice i mogu se smatrati ilegalnim pogrešnim prikazivanjem, ako ih ne podržavaju proizvodne mogućnosti.

#### Manipulacija terminima
Mnogi termini imaju neprecizna značenja. U zavisnosti od nadležnosti, „organska“ hrana možda neće imati jasnu pravnu definiciju, a „lagana“ hrana se različito koristi za smanjenje kalorija, šećera, ugljenih hidrata, soli, teksture, viskoznosti ili čak svetlosti u boji. Etikete kao što su „prirodno“ često se koriste, ali su u suštini beznačajne u pravnom smislu.
Duvanske kompanije već duži niz godina koristile su izraze poput niske katranske, lake, ultra-lagane i blage kako bi implicirali da proizvodi sa takvim etiketama imaju manje štetnih efekata na zdravlje, ali u poslednjim godinama Sjedinjene Američke Države zabranile su proizvođačima da označavaju proizvode duvana ovim izrazima.
Kada su US Unitted Egg Producers koristili logo „Animal Care Certified“ na kutijama za jaja, biro za bolje poslovanje tvrdio je da je to zavelo potrošačeprenoseći veći osećaj nego što je zapravo bio slučaj.
2010. godine Kellogg's Rice Krispies cereal tvrdio je da žitarice mogu poboljšati imunitet deteta. Kompanija je bila prinuđena da obustavi svaku reklamu koja navodi takve tvrdnje. 2015. godine ista kompanija reklamirala je svoj Kashi proizvod kao „prirodan“, kada je sadržavao niz sintetičkih i veštačkih sastojaka. Kashi je platio 5 miliona dolara za rešavanje ovog problema.

#### Nepotpuno poređenje
„Bolje” znači da je jedan predmet superiorniji od drugog na neki nacin, dok „najbolje” znači da je na neki način superiorniji od svih drugih. Međutim, oglašivači često ne uspevaju da navedu način na koji se upoređuju(cena, veličina, kvalitet, itd) a, u slučaju  „boljeg”, na ono što upoređuju (proizvod konkurenta, ranija verzija sopstvenog proizvoda ili ništa). Dakle, bez definisanja načina na koji koriste pojmove „bolje” i „najbolje”, termini postaju besmisleni. Oglas koji tvrdi da je „Naš lek protiv prehlade je bolji” mogao bi samo da kaže da je to poboljšanje u odnosu na to da se ništa ne preuzima. Još jedan često viđen primer ovakve vrste je „bolji od vodećeg brenda” često sa nekom prikačenom statistikom, dok  vodeći brend najčešće ostane nedefinisan.

#### Nekonzistentno poređenje
U nekonzistentnom poređenju, jedna stvar se upoređuje sa mnogim drugim, ali poredi se samo u segmentima u kojim pobeđuje, ostavljajući lažni utisak da je to najbolji proizvod od svih, u svakom pogledu. Jedna od varijacija na ovoj temi su i veb stranice koje takođe navode neke konkurentske cene za bilo koju pretragu, ali ne navode konkurente koji imaju bolje cene (veb stranica  može upoređivati sopstvene prodajne cene sa redovnim cenama koje nude njihovi konkurenti).

#### Lažne ilustracije
Jedan uobičajeni primer su slike sa preporukom za serviranje na kutijama prehrambenih proizvoda koje pokazuju dodatne sastojke kojih nema u pakovanjima. Iako je poruka „preporuka za serviranje” obavezna kao i ilustracija koja sadrži predmete koji se ne sadrže u kupljenom proizvodu, ako mušterija ne primeti ili ne razume to, mogu pogrešno da pretpostave da su svi predstavljeni predmeti uključeni.
U nekim reklamnim slikama hamburger, svaki sastojak je vidljiv sa strane prikazane u reklami, odajući utisak da su veći nego što zapravo jesu. Proizvodi koji se prodaju nesastavljeni i nedovršeni mogu takođe da imaju sliku gotovog proizvoda, bez odgovarajuće slike o tome šta kupac zapravo kupuje.
Reklame za određene video igre uključuju trejlere koji su u suštini CGI kratkometražni filmovi – sa grafikom mnogo višeg kalibra od stvarne igre.

#### Lažno bojenje
„Boja ambalaže za hranu smatra se izuzetno važnom u marketing svetu" (Blackbird, Fok & Tornetta, 2013), pošto ljudi vide boju pre nego što upiju nešto drugo. Potrošači kupuju artikle na osnovu boje koju su videli na reklami i imaju percepciju o tome kako bi trebale izgledati boje pakovanja. Međutim, kada je reč o kupovini hrane, obično potrošači procenjuju proizvod na osnovu izgleda pakovanja i boje.
Kada se koristi da natera ljude da misle da je hrana zrelija, svežija ili na drugi način zdravija nego što stvarno jeste, bojenje hrane može biti vrsta prevare. U kombinaciji sa dodatim šećerom ili kukuruznim sirupom, svetle boje daju podsvesni utisak zdravog, zrelog voća, punog antioksidanata i fitokemikalija.
Jedna varijanta je pakovanje koje zamračuje istinsku boju hrane koju sadrži, kao što su vreće sa crvenim mrežicama koje sadrže žutu pomorandžu ili grejpfrut, izgledajući kao da je zreo, narandžast ili crven. Redovno mešanje mlevenog mesa koje je u prodaji takođe može učiniti da meso na površini ostane crveno, čineći da izgleda sveže, dok bi se brzo oksidizovalo i postalo braon, pokazujući svoje stvarne godine, ako je ostavljeno nepromešano. Neke sode se takođe prodaju u obojenim flašama, a proizvod je u stvari providan.

#### Angel dusting
Proces gde se sastojak koji bi bio koristan, u prihvatljivoj količini, je ustvari dodat u nedovoljnoj količini koja neće imati nikakvu beneficiju kod potrošača, tako da oni mogu da tvrde da sadrži taj sastojak, i da navuku potrošača da će očekivati da dobije te beneficije. Na primer, za pahuljice mogu da tvrde da sadrže „12 ključnih vitamina i minerala”, ali količine svakoga mogu da budu samo jedan posto ili manje referentnog dnevnog unosa, i donose skoro nikakve nutricijske beneficije. 

#### Bez hemikalija
Mnogi proizvodi sadrže neku vrstu izjave „bez hemikalija” ili „nema hemikalija”. Kao što je sve na zemlji, izuzev nekoliko elementarnih čestica nastalih radioaktivnim raspadom ili prisutnim u malim količinama solarnog vetra i sunčeve svetlosti, napravljeno je od hemikalija, nemoguće je imati proizvod bez hemijskih supstanci. Namera ove poruke je često da ukazuje na to da proizvod ne sadrži sintetičke ili izuzetno štetne hemikalije, ali reč hemikalija ima stigma i često se koristi bez razjašnjenja.

#### Mamac i prekidač
Mamac i prekidač  predstavlja varljiv oblik reklamne ili marketinške taktike koji se uglavnom koristi za privlačenje kupaca u prodavnicu. Kompanija će oglašavati svoj proizvod po veoma jeftinoj i privlačnoj ceni koja će privući kupce. Kada to učine, prodavnica / kompanija će potom pokušati da proda nešto što je skuplje i vrednije od onoga što su prvobitno reklamirali. Bez obzira na to što će samo mali procenat kupaca zapravo kupiti skuplji proizvod, oglašivač koji koristi mamac ostaje pri tome da stekne profit. 
Oglašavanje sa mamcem se takođe obično koristi u drugim kontekstima, na primer, u onlajn oglasima za posao putem obmane potencijalnog kandidata za uslove rada, platu ili različite varijable. Aviokompanije mogu biti krive za „primamljivanje” svojih potencijalnih klijenata sa cenkanjem, zatim povećavaju troškove ili menjaju obaveštenje da bude znatno skuplji let.
Od kompanija se traži da zapamte nekoliko smernica kako bi izbegle optužbe za lažno ili obmanjujuće ponašanje: 
- Razumni vremenski okvir, razumne količine - Preduzeća moraju dostaviti reklamiranu robu ili usluge po reklamnim troškovima u razumnom ili izraženom vremenskom okviru i u razumnim ili izraženim količinama. Ne postoji tačno značenje onoga što podrazumeva "razumni vremenski okvir" ili "razumni iznosi".
- Kvalifikacione izjave - Opšte kvalifikovane izjave, na primjer, 'u prodavnici i dostupno sada' mogu trenutno da ostave biznis otvorenim za optuživanje oglašavanja mamaca ako osetljive količine objavljenih artikla nisu dostupne.[28]
- Rokovi oglašavanja - Kompanije moraju imati dobre osnove da veruju da će roba biti dostupna
- Drugom prilikom - kada, bez bilo kakvog nedostatka, preduzeće ne može se snabdevati robom ili uslugama  kao promovisana preduzeća, treba da imaju okvir koji je postavljen da isporučuje ili nabavlja isporuku robe ili koristi po unapređenoj ceni što brže.
- Onlajn tvrdnje – ako je kompanija bazirana kao onlajn kompanija, neophodno za njih je da sve na njihovom vebsajtu  bude ažurirano da bi izbegli obmanjivanje kupaca. [29]

U nekim zemljama oglašavanje mamcima može rezultirati strogim kaznama.

#### Garancija bez pravne osnove
Ako kompanija ne kaže šta će uraditi ako proizvod ne ispuni očekivanja, onda su slobodni da urade vrlo malo. Ovo je slučaj zbog pravne struke koja navodi da se ugovor ne može primeniti, osim ako ne pruža osnovu, ne samo za utvrđivanje kršenja, već i za davanje pravnog osnova u slučaju kršenja.

#### Bez rizika
Oglašivači često tvrde da ne postoji ni jedan rizik u isprobavanju njihovog proizvoda, čak i kada to jasno postoji. Na primer, oni mogu naplatiti kreditnu karticu kupca za proizvod, nudeći potpuni povraćaj novca ako nisu zadovoljni. Međutim, rizici takve ponude su brojni. Potrošači možda ne dobiju proizvod uopšte, mogu im biti naplaćene stvari koje nisu želeli, možda moraju da zovu kompaniju da autorizuju povraćaj i da ne budu u mogućnosti da isto urade, možda ne dobiju povraćaj za troškove dostave, ili možda budu odgovorni za troškove slanja nazad.
Slično tome, "besplatna probna verzija" je reklamni manevar kako bi potrošači mogli da se upoznaju sa proizvodima ili uslugama pre kupovine, bez potrošenog novca novca, ali besplatan probni period u zamenu za podatke sa kreditnih kartica ne može se navesti kao besplatan probni period, jer postoji komponenta troškova.

#### Podrazumevano prihvatanje
Ovo se odnosi na ugovor ili sporazum u kojem se nikakav odgovor ne tumači kao pozitivan odgovor u korist poslovanja. Primer ovoga je slučaj gde kupac mora eksplicitno "odustati" od određene funkcije ili usluge ili će mu biti naplaćeno za tu funkciju ili uslugu. Još jedan primer je kada se pretplata automatski obnavlja osim ako mu korisnik izričito ne zatraži zaustavljanje. 

### Regulisanje i sprovođenje zakona

#### Sjedinjene Američke Države
U SAD, federalna vlada reguliše oglašavanje preko Federalne Trgovinske Komisije (FTC),  i dodatno omogućava privatne sporove preko raznih statuta, među kojima je najvažniji Lanhamov akt (zaštitni znak i nelojalna konkurencija)
Cilj je rad na prevenciji pre nego kažnjavanju, što odražava svrhu građanskog prava u postavljanju stvari a ne krivičnog prava. Uobičajene sankcije su nalaganje oglašivačima da zaustava ilegalne radnje ili naknadno ubace dodatne informacije koje će sprečiti prevaru. Korekcije u oglašavanju mogu biti obavezne, ali ne postoje novčane ili zatvorske kazne osim u slučaju kada oglašivač odbija da se zaustavi iako je dobio naredbu.
U 2013. i 2014. godini, vrhovni sud u SAD se bavio sa 2 slučaja lažnog oglašavanja: Static Control v. Lexmark (utvrđivano ko ima pravo tužbe pod okriljem Lanhamovog akta o lažnom oglašavanju) i  POM Wonderful LLC v. Coca-Cola Co..
Državne vlade imaju niz zakona o nelojalnoj konkurenciji, koji regulišu lažno oglašavanje, zaštitni znak i slične probleme. Uglavnom su veoma slični zakonu Federalne Trgovinske Komisije (FTC) pa su i poznati pod imenom „Mali FTC zakoni.’’

#### Ujedinjeno Kraljevstvo
Oglašavanje u Ujedinjenom Kraljevstvu reguliše  CPR regulativa iz 2008. godine, kao zamena za Trade Descriptions iz 1968. Napravljen je tako da implementira Direktivu za nekorektnu praksu u oglašavanju, dio seta evropskog minimuma standarda za zaštitu potrošača u Engleskoj, Škotskoj, Velsu i delovima Irske.
Ove regulative se fokusiraju na biznis - potrošač odnose. One su stvorene po uzoru na tabelu koja se koristi za procenu nekorektnosti u poslovanju, podeljene na četiri ispitivanja izražena u regulativama koje ukazuju na prevare u oglašavanju:
- Suprotnost zahtevima profesionalne brige
- Lažna ili obmanjujuća praksa u odnosu na određeni popis ključnih činilaca
- Manjak informacija
- Agresivan pristup zbog uznemiravanja, prisile ili nepotrebnog uticaja

Ovaj sistem je dosta sličan američkom FTC sistemu jer oba zabranjuju lažno, obmanjujuće, nekorektno i neetično oglašavanje i izostavljanje važnih informacija, ali se i razlikuje u praćenju agresivne prakse u oglašavanju koja uključuje ubeđivanje visokog pritiska koje prelaze granice. Uznemiravanje i prisila nisu tačno definisani ali se interpretiraju kao bilo koji preterani fizički i psihički pritisak (u oglašavanju). Čak i ako dokazani slučajevi lažnog oglašavanja neizbežno dovode do građanskih ili kaznenih posledica: Kancelarija za fer saradnju navodi da u slučaju lažnog oglašavanja, kompanije ne moraju uvek biti suočene s kaznenim posledicama jer sve zavisi od ozbiljnosti kršenja a svaki se slučaj analizira pojedinačno, omogućujući standardnim vlastima promicanje poštivanja njihovih pravila provedbe, prioriteta i raspoloživih resursa. Druga oblast preuzeta iz američke prakse odnosi se na opštu zabranu upotrebe logotipa, zaštitnih znakova ili slične kopije konkurenata zbog vlastite koristi.
Prema CPR pravilima, svaka država ima sopstvene organe vlasti:
- U Engleskoj i Velsu prekršajima se bavi TSS služba
- U Severnoj Irskoj Odel za preduzetništvo, trgovinu i ulaganje
- U Škotskoj Kancelarija za krunu i Fiskalna služba u ime Lord advokata

#### Australija
U Australiji, Australijska komisija za zaštitu konkurencije i potrošača, poznata i kao ACCC, odgovorna je za osiguranje da svi biznisi i potrošači postupaju u skladu sa Zakonom o zaštiti konkurencije i potrošača iz Australije 2010. godine, kao i zakonima o pravičnoj trgovini i zaštiti potrošača (ACCC, 2016). 
Svaka država i teritorija imaju svoju agenciju za zaštitu potrošača ili agenciju za potrošače (ACCC 2016). 
- ACT - Kancelarija za pravičnu trgovinu (OFT)[40]
- NSV - Pravična Trgovina [41]
- Kancelarija pravičnu trgovinu – Qeensland[42]
- SA - Kancelarija za potrošačke i poslovne usluge (CBS)[43]
- Tasmanija - Potrošačka pitanja i pravična trgovina[44]
- Potrošačka pitanja - Victoria (CAV)[45]
- VA - Ministarstvo trgovine[46]

ACCC je osmišljen kako bi pomogao potrošačima, preduzećima, industrijama i infrastrukturi unutar zemlje. ACCC pomaže potrošaču tako što obezbeđuje dostupnost prava, propisa, obaveza i procedura; za povraćaj i povratak, pritužbe, neispravne proizvode i garancije za proizvode i usluge. Oni takođe pomažu preduzećima i industrijama razvijajući jasne zakone i smernice u vezi sa nepoštenim praksama i lažnim ili varljivim ponašanjem.
Postoji mnogo sličnosti u zakonima i propisima između Australijanskog ACCC-a, Novog Zelandanskog sporazuma o slobodnoj trgovini, američkog FCT-a i Ujedinjenog Kraljevstva. Struktura ovih politika je da podrži pravičnu trgovinu i konkurenciju uz pružanje potrošačima upravo ono što prodaju, kako bi se smanjila varljiva i lažna praksa. Međutim, to nije ograničeno na ove zemlje, pošto većina zemalja ima sporazume sa Međunarodnom mrežom za zaštitu potrošača i izvršenjem ili ICPEN.

#### Novi Zeland
U Novom Zelandu, Zakon o pravičnoj trgovini iz 1986, ima za cilj da promoviše fer takmičenje i trampu u državi. Akt zabranjuje određeno ponašanje tokom trampe, dobavlja za otkrivanje informacija dostupnih potrošaču vezane za nabavku sredstava i usluga i promoviše bezbednost proizvoda. Iako akt ne zahteva od kompanija da dostave sve informacije potrošačima u svim okolnostima, kompanije su u obavezi da obezbede da je informacija koju daju precizna, i da bitne informacije nisu skrivene od potrošača.
Niz postupaka prodaje koji nameravaju da dovedu u zabludu potrošača su nezakoniti po Zakonu o pravičnoj trgovini: Zakon se primjenjuje i na određene aktivnosti bez obzira na to da li su stranke u prometu - kao što su reklamiranje zaposlenja, prodaja piramide i isporuka proizvoda obuhvaćene bezbednošću proizvoda i standardima potrošačkih informacija.
I potrošači i kompanije mogu da se oslanjaju i da se bave pravnim aktivnostima pod aktom. Potrošači mogu da kontaktiraju trgovca i koriste svoja prava koja su naglašena u aktu da bi imali napredak sa trgovcem. Ako problemi nisu rešeni, potrošač ili bilo ko drugi može da preduzme mere pod aktom. Komercijalna komisija takođe ima pravo da sprovede određene akcije i uradiće to kada su tvrdnje dovoljno ozbiljne da ispune neki kriterijum. 
Pored toga, trenutno postoje pet standarda potrošačkih informacija:
- Zemlja porekla (ođeća i obuća) Označavanje - propisi 1992.
- Označavanje sadržaja vlakana - propisi 2000.
- Korišćena motorna vozila - propisi 2008.
- Vodoprivredna efikasnost - propisi 2010.

## Dodatna literatura
- Breen, James O. (2014). „Personal Statement to Personal Physician:Bait and Switch?”. Hastings Center Report. 44 (2): 25—7. PMID 24634045. doi:10.1002/hast.291.
- Freidman, D.A. (2009). Explaining "Bait-and-Switch" Regulation, 4 Wm. & Mary Bus. L. Rev. 575, http://scholarship.law.wm.edu/wmblr/vol4/iss2/6
- Gardner, D. M. (1975). „Deception in Advertising: A Conceptual Approach”. Journal of Marketing. 39 (1): 40—46. doi:10.2307/1250801.
- West, J. K. (2016). „Bait and Switch”. Podiatry Management. 35 (3): 32—32.
- International Chamber of Commerce, Consolidated ICC Code of Advertising and Marketing Communication Practice Архивирано на веб-сајту  (3. новембар 2016), 2011.
- Owolabi, A (2009). „Effect of consumers mood on advertising effectiveness.”. Europes Journal of Psychology.. The University of Ado-Ekiti Nigeria. Приступљено из file:///C:/Users/Selena/Downloads/243-226-1-PB%20(1).pdf
- Schwarz, N.Feelings as information theory. 2010.. University of Michigan. Приступљено из https://dornsife.usc.edu/assets/sites/780/docs/schwarz_feelings-as-information_7jan10.pdf Архивирано на веб-сајту  (31. јануар 2019)
- Latour, K., & M Positive mood and susceptibility to false advertising. 2009.. The Scholarly Commons. Cornell University School of Hotel Administration. Приступљено из http://scholarship.sha.cornell.edu/cgi/viewcontent.cgi?article=1312&context=articles
- Calvert, S (2008). Children as consumers.: Advertising and marketing. Приступљено из https://web.archive.org/web/20171019224258/https://www.princeton.edu/futureofchildren/publications/docs/18_01_09.pdf
- Blackbird, J., Fox, T., & Tornetta, S. Color sells:. 2013. how the psychology of color influences consumers. Archived https://web.archive.org/web/20160418195859/http://udel.edu/~rworley/e412/Psyc_of_color_final_paper.pdf
- Meat products with high levels of extenders and fillers. (n.d). Приступљено из  Архивирано на веб-сајту  (19. октобар 2017)